# Plethodontohyla fonetana
Espèce
Statut de conservation UICN

 EN B1ab(iii) : En danger
Plethodontohyla fonetana est une espèce d'amphibiens de la famille des Microhylidae.

## Répartition
Cette espèce est endémique de la forêt de Bendrao dans le parc national du Tsingy de Bemaraha à Madagascar. Elle se rencontre entre 420 et 470 m d'altitude,.

## Publication originale
- Glaw, Köhler, Bora, Rabibisoa, Ramilijaona & Vences, 2007 : Discovery of the genus Plethodontohyla (Anura: Microhylidae) in dry western Madagascar: description of a new species and biogeographic implications. Zootaxa, no 1577, p. 61-68.